# Primula longiscapa
Primula longiscapa là một loài thực vật có hoa trong họ Anh thảo. Loài này được Ledeb. miêu tả khoa học đầu tiên năm 1815.